# إيثان نوانيري
إيثان نوانيري (مواليد 21 مارس 2007) هو لاعب كرة قدم إنجليزي يلعب في مركز خط الوسط في نادي أرسنال.

## روابط خارجية
- إيثان نوانيري على موقع الاتحاد الأوربي (الإنجليزية)
- إيثان نوانيري على موقع قاعدة بيانات كرة القدم.إي يو (الإنجليزية)
- إيثان نوانيري على موقع ليكيب (الفرنسية)
- إيثان نوانيري على موقع Soccerbase.com (لاعب) (الإنجليزية)
- إيثان نوانيري على موقع Soccerway.com (الإنجليزية)
- إيثان نوانيري على موقع عالم كرة القدم.نت (الإنجليزية)